# Palawad
Palawad is een bestuurslaag in het regentschap Karawang van de provincie West-Java, Indonesië. Palawad telt 10.654 inwoners (volkstelling 2010).